# Assembleia de Cidadãos
Uma assembleia de cidadãos é um grupo de pessoas selecionadas por sorteio entre a população em geral para deliberar sobre questões públicas importantes, de modo a exercer influência política. Outros nomes e variações incluem júri de cidadãos, painel de cidadãos, painel popular, minipúblicos, júri popular, júri político, revisão de iniciativa de cidadãos, conferência de consenso e convenção de cidadãos .
Uma Assembleia de Cidadãos (ACs) utiliza elementos de um júri para criar políticas públicas. Os seus membros constituem um grupo representativo da população geral e dispõem de tempo, recursos e apoio com diferentes pontos de vista de peritos na matéria em debate, para poderem debater profundamente sobre a questão. Através de um debate moderado, os membros da assembleia avaliam as soluções e trabalham para encontrar um terreno comum num conjunto partilhado de recomendações. As Assembleias de Cidadãos podem ser uma das formas mais representativas e geradoras de consenso no debate público, até do que as próprias eleições referendos de iniciativa popular pois procuram igualdade na participação em vez de quantidade.
A democracia ateniense é o exemplo de governo mais famoso a utilizar o processo de sorteio aleatório, e teóricos e políticos têm utilizado Assembleias de Cidadãos e outras formas de democracia participativa numa variedade de contextos modernos. A OCDE documentou quase 300 exemplos (1986-2019) e considera que a sua utilização está a aumentar desde 2010.

## Principais características

### Filiação
Conseguir um grupo suficientemente inclusivo e representativo de pessoas comuns, através de uma amostragem sociológica tendencialmente aleatória ajuda a garantir que as Assembleias de Cidadãos reflectem as características e diversidade reais da sociedade de uma forma democrática. Alguns dos componentes são descritos abaixo.

#### Seleção
Os membros das Assembleias de Cidadãos são geralmente selecionados por meio de um processo dividido em duas etapas denominado seleção. Num primeiro passo, um grande número de convites é enviado aleatoriamente pela autoridade convocadora, que deve englobar o maior número de pessoas possível de uma determinada região administrativa. O princípio é que todos deveriam ter oportunidades iguais de serem selecionados em primeiro lugar. Entre todos os que respondem positivamente a este convite, há um segundo processo de sorteio, desta vez garantindo que o grupo final reflete amplamente a comunidade no que diz respeito a determinados critérios como sexo, idade, situação geográfica e socioeconómica, entre outros. Isso se chama estratificação – técnica que também é usada em pesquisas de opinião.
A selecção aleatória na governação (conhecida como Minipúblico ) tem um significado histórico e os primeiros exemplos conhecidos remontam até à democracia ateniense e várias casos de uso em comunidades europeias.

#### Tamanho
O tamanho de uma Assembleia de Cidadãos deveria, idealmente, ser suficientemente grande para captar uma secção representativa da população. O tamanho depende do propósito, da demografia e do tamanho da população da comunidade. As assembleias normalmente varião de entre 50 e 200 cidadãos.

#### Rotatividade
A rotatividade regular dos participantes é comum, o que ajuda a manter a diversidade de pontos de vista a longo prazo e evita a divisão da assembleia em grupos internos e externos que possam distorcer as deliberações ao tornarem-se grupos homogéneos ou acabarem por ser capturados por interesses privados.

### Missão
Em geral, o objetivo das Assembleias de Cidadãos é influenciar a tomada de decisões de políticas públicas. A priori as ACs não têm restrições nos assuntos em debate à parte o bom senso ético e moral. Embora em muitos casos tenham um objectivo limitado, a finalidade de cada instância pode variar consideravelmente. As assembleias modernas tendem a propor, em vez de promulgar diretamente, mudanças nas políticas públicas devido às restrições impostas pela maioria das constituições. As propostas resultantes das ACs são então promulgadas (ou não) pelas autoridades competentes. Às vezes, uma proposta é enviada ao eleitorado geral como referendo.

#### Deliberação

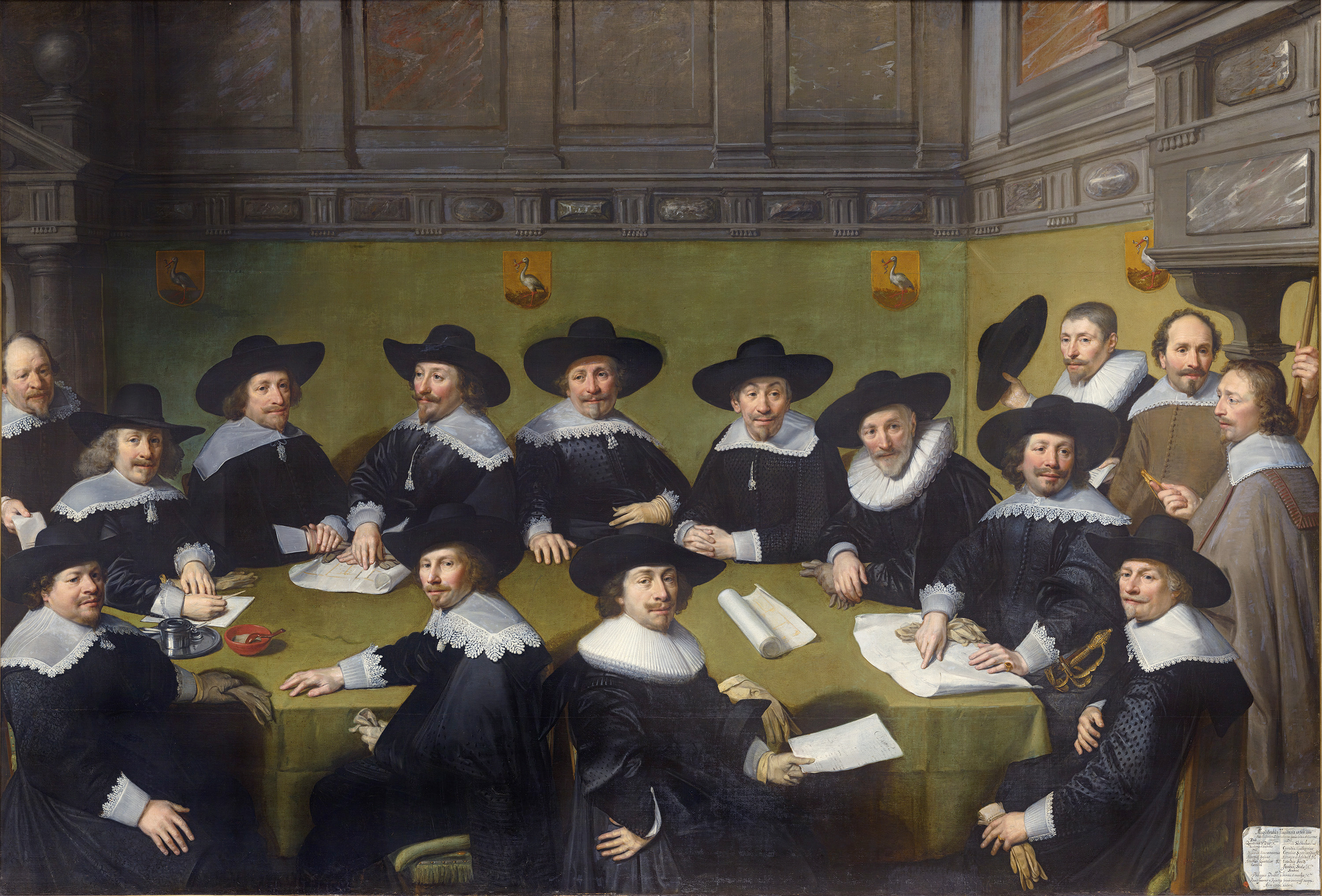
Um conselho municipal deliberando em 1636

Um componente chave das ACs é a sua natureza deliberativa. A deliberação moderada e assistida permite que os membros reflitam sobre valores e diferentes possibilidades de solução de diversos problemas, tendo o apoio e acesso a novas informações em constante diálogo com especialistas nos assuntos dos temas em debate e seus pares. Ao incorporar as opiniões, informações e argumentos de especialistas e depois pedir aos participantes que se envolvam em discussões colaborativas e democráticas, as assembleias procuram sempre que os participantes produzam um voto ou resultado representativo do interesse público.
Parkinson argumenta que a intenção da deliberação é "substituir jogos de poder e politiquices pessoais pela 'suave voz da razão'". A deliberação tenta casar a eficácia processual com resultados substantivos. Parkinson afirma ainda que o processo reformula a “ legitimidade política” como envolvendo “não apenas fazer correctamente, mas também fazer as coisas certas”. Esta visão contrasta com a explicação puramente processual da legitimidade, na qual Rawls defende que “existe um procedimento correto ou justo tal que o resultado decorrente do seu uso é igualmente correto ou justo, seja o resultado qual for, desde que o procedimento tenha sido seguido adequadamente”. Embora os processos de deliberação sejam em si meros procedimentos, incorporam em si considerações implícitas sobre a legitimidade.

#### Estabelecimento da Agenda
A definição da Agenda refere-se ao estabelecimento de um plano para as questões substantivas que a assembleia deverá considerar. Nos principais exemplos de assembleias, como as da Colúmbia Britânica e de Ontário, o legislador definiu a agenda antes da convocação das assembleias. No entanto, Dahl afirma que o controle final sobre as agendas é um componente essencial de uma democracia ideal: "o corpo de cidadãos...deve ter o controle exclusivo para determinar quais assuntos devem ou não ser decididos." Hoje, a definição da agenda é responsabilidade das próprias Assembleias de Cidadãos em curso em Ostbelgien (a Comunidade de Língua Alemã da Bélgica), em Paris, e na Assembleia de Cidadãos de Bruxelas sobre o Clima.

#### Materiais de Apoio
Os materiais de apoio devem ser equilibrados, diversificados e precisos. Uma abordagem é ter um comité consultivo seleccionado aleatoriamente entre a população para definir as regras e procedimentos sem influência indevida por parte dos funcionários do governo.

#### Salvaguardas
Especialmente quando os júris ou assembleias escolhidos por sorteio têm mais do que poderes consultivos, os pesos e contrapesos são mais relevantes para garantir que os participantes não desvirtuam o processo deliberativo. Na democracia ateniense, por exemplo, esta necessidade culminou num complexo conjunto de incentivos e castigos  que atenuaram com sucesso a tentação da corrupção. Étienne Chouard argumenta que, em grande parte porque os políticos eleitos escreveram as constituições, as decisões dos governos que recorrem às eleições no sentido da democracia representativa actual têm muito menos salvaguardas, pesos e contrapesos, do que as baseadas em grande parte no sorteio aleatório.
Alguns temem que as ACs possam não proporcionar a necessidade de ser responsável quando comparadas com as eleições contemporâneas, por se regerem precisamente pelo processo temporário e aleatório, o que pode incentivar a que os participantes se envolvam em comportamentos inadequados. Pierre Étienne Vandamme aponta como solução para outros métodos de responsabilização (incluindo assembleias de cidadãos separadas e que ocorram em paralelo) e ressalva os benefícios de poder votar de forma consciente não estando sujeito às mesmas pressões externas que os políticos eleitos. As assembleias também podem funcionar como contrapoder dos representantes eleitos por voto representativo, estabelecendo e aplicando as regras que os regem, em vez de os políticos se autopoliciarem somente.

#### Decisão
A certa altura, a assembleia conclui as suas deliberações e apresenta conclusões e recomendações. Isto é normalmente feito quer através de um processo de votação, recorrendo frequentemente ao voto secreto, para evitar a devassa da privacidade dos cidadãos e permitir o voto de acordo com a consciência.

## Exemplos modernos
As Assembleias e Cidadãos nos tempos modernos enviam principalmente recomendações aos políticos ou eleitores para aprovação e não produzem resultados vinculativos. Existem no entanto alguns exemplos de órgãos com poder de decisão cuja composição é escolhida por sorteio aleatório, como o foi na antiga Atenas, na República de Veneza, na República de Florença e em júris nos Estados Unidos . A OCDE identificou quase 300 assembleias de 1986 a 2019. Claudia Chwalisz discute oito maneiras pelas quais várias formas de democracia participativa foram institucionalizadas num documento político recente da OCDE.

### Assembleia Global
A 'Global Assembly' foi organizada em 2021 para coincidir com a COP26 em Glasgow, em outubro-novembro de 2021. Foi uma das primeiras ACs que tentou reivindicar a representação dos desejos democráticos da população global como um todo.

### Bélgica
O G1000 é uma iniciativa financiada por doações criada em 2011 por David Van Reybrouck, apoiada por questionários 'online' utilizados na identificação de problemas. Mais de 5.000 sugestões foram apresentadas e classificadas por milhares de cidadãos. Após a sua análiose, 25 temas foram apresentados para uma segunda etapa de votação. Posteriormente ainda, 700 dos 1000 participantes reúniram-se durante um dia para deliberar em Bruxelas. Foram divididos em grupos de 10 e, após uma reunião com especialistas, os participantes elaboraram propostas em torno dos temas remanescentes. Um grupo mais pequeno de cidadãos, o G32, reuniu-se regularmente ao longo dos meses seguintes para aperfeiçoar estas propostas e transformá-las em recomendações concretas.

### Primeira Assembleia de Cidadãos permanente moderna
Em Setembro de 2019, a parte alemã na Bélgica lançou a primeira ACs em curso desde o Renascimento, onde compartilha poderes na legislatura com um órgão eleito. A Assembleia de Cidadãos tem dois órgãos: o Bürgerrat reúne-se mensalmente e tem 24 membros servindo durante 18 meses e onde definem a agenda para outro órgão selecionado aleatoriamente, com menos de 50 pessoas e que decidem sobre questões durante 3 fins de semana ao longo de 3 meses. Desde então, Bruxelas e Valónia criaram ACs permanentes de carácter consultivo.

### Canadá
Assembleias de Cidadãos pioneiras propuseram mudanças nos sistemas eleitorais da Colúmbia Britânica em 2004 e em Ontário em 2006 . Embora as recomendações avançadas por estas ACs não tenham obtido os 60% de votos necessários nos referendos criados subsequentemente, onde foram referendadas as propostas , inspiraram mais assembleias deliberativas no Canadá e em todo o mundo, ajudando mesmo a popularizar o termo “Assembleia dos Cidadãos”.

### Dinamarca
As 'conferências de consenso' tiveram origem na Dinamarca na década de 1980 como uma das primeiras tentativas dos decisores políticos em incluir as opiniões dos cidadãos na tomada de decisões de políticas através do envolvimento público . O objetivo das 'conferências de consenso' é "qualificar as atitudes das pessoas, na medida em que recebem todas as informações de que necessitam até que estejam prontas para avaliar uma determinada tecnologia ".
Os participantes são selecionados aleatoriamente de um grupo de cidadãos que são convidados a se inscrever. Os convidados são cidadãos que não possuem conhecimentos específicos sobre o assunto em deliberação. O painel resultante procura ser demograficamente representativo.
Os membros do painel participam em dois fins-de-semana preparatórios e recebem material preparado por um comunicador por forma a obterem uma compreensão básica do tema. Posteirormente o painel participa numa conferência de 4 dias que inclui uma sessão de perguntas e respostas com especialistas, e onde se ouvem opiniões opostas. Os membros preparam por fim um documento resumindo as suas opiniões e recomendações. No último dia, o painel discute o documento produzido com os actores políticos e decisores.
Embora este modelo particular de deliberação tenha sido mais utilizado na Dinamarca, foi testado em muitas outras partes do mundo.

### França
A França acolheu uma Convenção de Cidadãos sobre o Clima entre 2019 e 2020, onde 150 cidadãos seleccionados aleatoriamente fizeram recomendações a entidades públicas sobre políticas ambientais.
Acolheu ainda outra convenção sobre o fim da vida relativa ao suicídio assistido e à eutanásia em 2022 e 2023. Este processo contou com 170 participantes.

### Alemanha
Desde a década de 1980, os governos locais e regionais na Alemanha têm experimentado cada vez mais órgãos consultivos constituídos por cidadãos seleccionados por sorteio. Uma das variações com originem na Alemanha e que inspirou experiências semelhantes em outros lugares é conhecida como células de planeamento, onde um ou mais grupos de cidadãos selecionados aleatoriamente passam por um processo de ouvir os palestrantes e deliberar sobre uma questão, a fim de obter maior representatividade e contribuições mais directas dos cidadãos.

### Irlanda
Após a crise financeira irlandesa iniciada em 2008, assembleias estiveram entre as várias propostas de reforma política. Nas eleições gerais de 2011, os manifestos partidários incluíam assembleias ou convenções, para a reforma eleitoral ( Fine Gael ) ou reforma constitucional ( Fianna Fáil, Partido Trabalhista, Sinn Féin, e o Partido Verde ). O programa do governo Fine Gael-Labour que se seguiu incluía uma " Convenção Constitucional " composta por um presidente nomeado pelo Taoiseach, 33 legisladores nomeados pelos partidos políticos e 67 cidadãos selecionados para serem demograficamente representativos. Reuniu-se de 2012 a 2014, discutindo seis questões propostas pelo governo e duas questões selecionadas pela assembleia. Publicou nove relatórios, recomendando alterações constitucionais e outras alterações à lei estatutária e à prática legislativa. A resposta do governo foi criticada como morna: implementou algumas recomendações, rejeitou outras e encaminhou mais para comissões e para a função pública responsável pela sua revisão.
O governo minoritário independente de Fine Gael formado após as eleições gerais de 2016 estabeleceu uma assembleia em julho de 2016 "sem a participação de políticos e com o mandato de analisar um número limitado de questões-chave durante um período de tempo prolongado".
Todo este processo culminou numa Assembleia de Cidadãos, presidida por Paul Reid, convocada em 2023 para examinar o uso de drogas na Irlanda.

### Holanda
Realizado em 2006 e composto por 143 cidadãos holandeses selecionados aleatoriamente, o Burgerforum Kiesstelsel foi missionado para examinar a reforma eleitoral. Em 14 de dezembro de 2006, o Burgerforum apresentou seu relatório final a um ministro do Partido Popular cessante (VVD) . A resposta ao relatório foi entregue em Abril de 2008, tendo sido rejeitado pelo governo da então coligação governante. Mais tarde, em 2020, foi lançada uma consulta a uma proposta de lei para implementar as reformas eleitorais propostas pelo Bugerforum.

### Polônia
Em Julho de 2016, depois de a resposta municipal a inundações ter sido considerada inadequada por muitos cidadãos, as assembleias de Gdańsk, compostas por aproximadamente 60 residentes seleccionados aleatoriamente, tomaram decisões vinculativas para resolver os problemas. As reuniões da assembleia foram calmas e até descritas como agradáveis. Os participantes foram selecionados recorrendo aos critérios sociológicos correspondentes ao nível de escolaridade, idade, sexo e distrito. Por exemplo, a assembleia teve a mesma percentagem de idosos que os residentes na cidade. A assembleia reúniu-se durante vários dias, houve testemunhos de especialistas, fizeram-se perguntas e deliberou-se em pequenos grupos antes de tomar uma decisão política vinculativa.

### Reino Unido
O Parlamento do Povo foi um programa televisivo transmitido no Reino Unido em 1994 que mostrava pessoas comuns selecionadas aleatoriamente debatendo temas políticos.
Em 2019, o governo britânico anunciou a Assembleia do Clima do Reino Unido, composta por 108 cidadãos com o objetivo de deliberar sobre como alcançar a neutralidade carbónica até 2050. Um relatório acabou por ser publicado em Setembro de 2020.
Em 2019, o governo da Escócia anunciou a Assembleia dos Cidadãos da Escócia com 6 reuniões compostas por 100 cidadãos, realizadas entre outubro de 2019 e abril de 2020 para abordar várias questões amplas sobre o futuro do país.
Burning Pink, também conhecido como Beyond Politics e formalmente registrado na Comissão Eleitoral do Reino Unido como The Burning Pink Party, foi um partido político britânico com o objetivo declarado de  substituir o governo britânico por Assembleias de Cidadãos, a fim de enfrentar a crise climática e outras questões políticas. O partido foi dissolvido pela Comissão Eleitoral em 11 de novembro de 2022.
Num inquérito de 2019 realizado a cidadãos britânicos pela Royal Society for the Encouragement of Arts, Manufactures, and Commerce, 57% dos inquiridos pensavam que uma Assembleia de Cidadãos não seria a melhor solução para deliberar sobre o processo Brexit porque não era suficientemente grande. Neste inquérito, o apoio mais elevado a uma Assembleia de Cidadãos sobre o Brexit foi na Irlanda do Norte . Segundo a RSA, isto talvez se deva a uma maior consciência do processo graças à utilização de assembleias na República da Irlanda .

### Estados Unidos

#### Óregon
A Revisão de Iniciativas Cidadadãs (CIR) é um painel deliberativo sobre iniciativas eleitorais ou referendos a serem decididos nas eleições vizinhas, com o fim de produzir um resumo útil para os eleitores. Os membros do painel são escolhidos por amostragem aleatória e amostragem estratificada por forma a serem demograficamente representativos, tais como as Assembleias de Cidadãos. Em geral envolve pagar pelo tempo de participação e pelas viagens de cerca de duas dúzias de participantes. Embora não seja exatamente uma Assembleia de Cidadãos, John Rountree e Nicole Curato observam que a CIR compartilha muitas das mesmas características.
O estado de Oregon criou a primeira Revisão de Iniciativas Cidadãs permanente em 2010, enquanto pilotos já foram realizados em lugares como Colorado, Arizona, Massachusetts, e Sion (Suíça) .

#### Texas
No final da década de 1990, as empresas de energia do Texas contrataram o então professor da Universidade do Texas, James Fishkin, para realizar uma forma de pesquisa intensiva (conhecida como pesquisa deliberativa), onde amostras representativas de contribuintes (clientes) foram selecionadas para participar em oito sessões onde poderiam aprender e deliberar se gostariam, por exemplo, de pagar mais 2 a 5 dólares por mês pelas suas contas de energia, a fim de obter mais energia proveniente de fontes eólicas e melhorar a eficiência energética. O aumento do número de contribuintes que demonstraram estar dispostos a pagar mais após a realização das oito sessões é creditado como sendo a razão por detrás do 'boom' da energia eólica no Texas.

## Resultados

### Interesse comum
Reformas eleitorais tais como a descentralização do poder político, a lei de financiamento de campanhas e a regulamentação do discurso público são frequentemente considerados temas que devem estar fora da gestão por políticos profissionais. Assembleias de Cidadãos têm sido repetidamente mobilizadas para legitimar tais julgamentos políticos. Fearon e separadamente Nino apoiam a ideia de que os modelos democráticos participativos tendem a gerar condições de imparcialidade, racionalidade e conhecimento, aumentando a probabilidade de que as decisões tomadas sejam moralmente corretas.
Vários especialistas afirmam que a seleção por sorteio evita a influência desproporcional de “interesses privados”. Os limites de mandato e rotatividade reduzem as oportunidades interferência mal intencionada às assembleias.

### Deliberação
A democracia deliberativa (participativa) visa aprimorar os processos de deliberação para produzir uma melhor compreensão e resolução de questões importantes. As Assembleias de Cidadãos em particular destinam-se a proteger os participantes de influências mal intencionadas. O defensor da votação deliberativa, Fishkin, afirmou que promove uma melhor resolução de problemas ao educar e envolver activamente os participantes. Alega-se que o sorteio diminui o tribalismo (facção), sendo distinta de outras formas de democracia representativa assentes no partidarismo. Além disso, os cidadãos que não foram seleccionados no sorteio tendem a ver os escolhidos como especialistas técnicos, sendo os mesmos também, cidadãos “comuns”. Tal como aconteceu na Colúmbia Britânica, estas características incentivam o conforto dos eleitores com as instâncias públicas clássicas. Por exemplo, um estudo que comparou a qualidade do debate de uma Assembleia de Cidadãos Irlandeses e de uma Comissão Parlamentar irlandesa concluiu que os cidadãos demonstraram uma compreensão cognitiva mais profunda do assunto em questão (aborto).
A possibilidade de polarização de grupo preocupou Cass Sunstein, que argumentou em 1999 que a deliberação participativa tende a mover o pensamento colectivo para um ponto mais extremo. [ precisa de atualização ]Os cidadãos fecham-se em torno dos seus próprios pontos de vista na presença de pontos de vista opostos. No entanto, Fishkin respondeu que este comportamento depende da forma como a Assembleia de Cidadãos está estruturada. Recursos como materiais informativos e testemunhos de especialistas destinam-se a aprimorar pontos de vista extremos, fornecendo conselhos e corrigindo informações erradas ou possíveis mal-entendidos.

### Representatividade e inclusividade
Os sorteios aleatórios têm sido explorados como alternativas eleitorais porque permitem uma representação e inclusão mais precisas de uma sociedade no seu todo. As deliberações de um grupo selecionado verdadeiramente de forma aleatória pode chegar ao “eleitor mediano” mais precisamente. A lógica é que os participantes devem representar a pessoa comum. A seleção por sorteio corrige aspectos elitistas das eleições. Candidatos políticos bem-sucedidos normalmente requerem acesso a uma boa educação, dinheiro e conexões a outras personalidades políticas. Embora os legisladores eleitos tenham de facto em geral mais experiência e aptidam política, é frequente concentrarem a sua acção nos seus apoiantes e não na população em geral. As democracias representativas clássicas têm sido criticadas por não serem realmente representativas. A falta de representação feminina e minoritária no Congresso dos EUA é frequentemente citada como exemplo. Há ainda quem refira o papel de marcas na eleição de candidatos (apelidos reconhecíveis, por exemplo, alimentam dinastias políticas).
Argumenta-se que o dinheiro tem um papel pouco saudável nos resultados eleitorais. Lessig menciona que as eleições são no fundo dominadas pelo dinheiro. Quando a selecção aleatória é utilizada juntamente com a análise estatística, pode-se obter uma representação precisa que escapa às influências económicas (embora, na prática, um grande número de Assembleias de Cidadãos não atinja uma dimensão de amostra suficientemente grande para alcançar representatividade estatística). A estratificação social impondo quotas segundo diversos critérios como sexo, idade e outros, na seleção aleatória inicial corrige diferenças entre vários grupos, melhorando a representatividade.

#### Diversidade cognitiva
As Assembleias de Cidadãos promovem a diversidade cognitiva, entendida como diferentes prespectivas na resolução de problemas ou formas de interpretar o mundo. A seleção quase aleatória não impõe limites à diversidade cognitiva como pode acontecer nas eleições. Da mesma forma, o processo não tenta selecionar os participantes com melhor desempenho académico ou maiores rendimentos.
Alguns estudos sociológicos apontam para que grupos cognitivamente diversos produzem melhores resultados do que grupos homogêneos, um fenômeno comumente referido como a "sabedoria da multidão". Lu e Page afirmam que a diversidade cognitiva é fundamental para a resolução eficaz de problemas sociais complexos. Os cientistas selecionaram duas equipas para a resolução de testes, a partir de uma população composta por várias pessoas com demonstrada capacidade de resolução: a equipa selecionada aleatoriamente superou a equipa composta por membros com “melhor desempenho”. Perspectivas e interpretações únicas geralmente melhoram a análise de certos tipos de problemas. Estes resultados implicam que pode ser mais importante maximizar a diversidade cognitiva em detrimento de competências individuais. Landemore argumentou que a seleção aleatória resulta em maior eficácia, diversidade e inclusão. Na verdade, Mill argumentou notoriamente que as assembleias governantes deveriam ser uma “amostra justa de todos os graus de intelecto entre o povo” em vez de “uma seleção das maiores mentes políticas”. Esta análise contrasta com outras preocupadas com a competência dos indivíduos selecionados.

### Economia de tempo e custos
Em vez de pedir a todos os cidadãos que deliberem profundamente sobre todas as questões da actualidade politica, as Assembleias de Cidadãos permitem poupar tempo aos eleitores, produzindo debates e documentos bem informados e solicitando apenas breves períodos de atenção para questões específicas, em vez de votações constantes e longas que muitas vezes resultam em cansaço e podem levar à abstentção. O maior potencial de poupança de custos provém precisamente da sabedoria da multidão.

### Legitimidade

#### Representatividade
A seleção baseada no sorteio aleatório e socialmente estratificado permite a constituição de um grupo amplamente representativo, ou pelo menos de um corte transversal justo de cidadãos comuns em toda a sua diversidade de valores e experiências vividas - um tipo de representação diferente das eleições que tendem a selecionar indivíduos das classes mais benefeciadas da sociedade .
Alguns temem que o indivíduo sorteado, com tempo e interesse para participar nestes eventos possa resultar numa amostra não representativa. No caso do “projeto Europa numa sala” de Fishkin, apenas 300 dos 869 entrevistados participaram em reuniões deliberativas. Aqueles que compareceram e aqueles que não compareceram diferiram significativamente. [ precisa de atualização ] Em geral, aqueles que participam tendem a ser mais motivados e opinativos. Isto pode ser problemático porque as dinâmicas de grupo e as personalidades dos participantes podem desempenhar um papel importante na produção de diferentes resultados durante as discussões. [ precisa de atualização ] No artigo “Reflexões sobre a representatividade das Assembleias de Cidadãos e inovações similares”, os cientistas políticos Tiago C. Peixoto e Paolo Spada examinam o conceito e a prática. Os autores argumentam que as reivindicações de representatividade variam na sua precisão e que existem três desafios principais que afectam a representatividade dos minipúblicos: tamanho mínimo da amostra, erro amostral e não resposta.
Formas de melhorar a representatividade incluem a redução da carga de trabalhos e tempo, a exigência de que o patronato conceda folga aos empregados, se necessário, a adição de trabalhos por videochamada (pontualmente), e ao mesmo tempo o aumento dos benefícios em termos de remuneração pela participação e poderes atribuidos à assembleia.

#### Participação
As Assembleias de Cidadãos carecem de participação em massa frequente, uma vez que envolvem uma amostra sociológica da socidade. Quando se vota em eleições, todos os eleitores são convocados a interagir com o governo e com a lei. As eleições e o voto representam um elemento importante da soberania, mesmo com as suas limitações que podem ser colmatadas com as ACs. A eliminação das eleições prejudicaria o processo de consulta que permite aos eleitores sintir-se parte integrante de uma democracia representativa, como defende Lafont.
Landemore respondeu a Lafont argumentando que, embora as suas preocupações sejam válidas, o discurso democrático num público muito grande é simplesmente impossível, muito menos superior. Landemore recomendou que as Assembleias de Cidadãos sejam “tão 'abertas' quanto possível ao público em geral”. Por exemplo, as suas decisões poderiam ser validadas através de um referendo.
Fishkin observou um trilema entre as ideias de igualdade política, deliberação e participação. Num órgão como uma Assembleia de Cidadãos, a igualdade política é alcançada através de um processo de seleção aleatório e idealmente representativo, enquanto a deliberação é alcançada durante os trabalhos da assembleia. Contudo, como o órgão é constituído por um subconjunto da população, não atinge o objectivo de participação em larga escala.
Fishkin tenta resolver o trilema considerando uma sociedade participativa onde estes processos ocorrem em vários níveis, o que constituiria um macrocosmo deliberativo. Ele vê as Assembleias de Cidadãos como experiências de como realizar deliberações em macroescala num outro estado evolutivo da sociedade.
Warren e Gastil afirmam, no caso da Colúmbia Britânica, que outros cidadãos deveriam ter sido capazes de "tratar a assembleia como um órgão administrativo facilitador (um procurador confiável para posse de informações e tomada de decisões)". Os participantes tornaram-se essencialmente especialistas informais, permitindo-lhes actuar como uma extensão do público em geral.
A introdução da assembleia, de acordo com John Parkinson, minou a confiança e o poder que os partidos políticos e associações na Colúmbia Britânica haviam conquistado, o que poderia “minar as funções epistêmicas, éticas e democráticas do todo”.